# Reformas gubernamentales de Alejandro II de Rusia

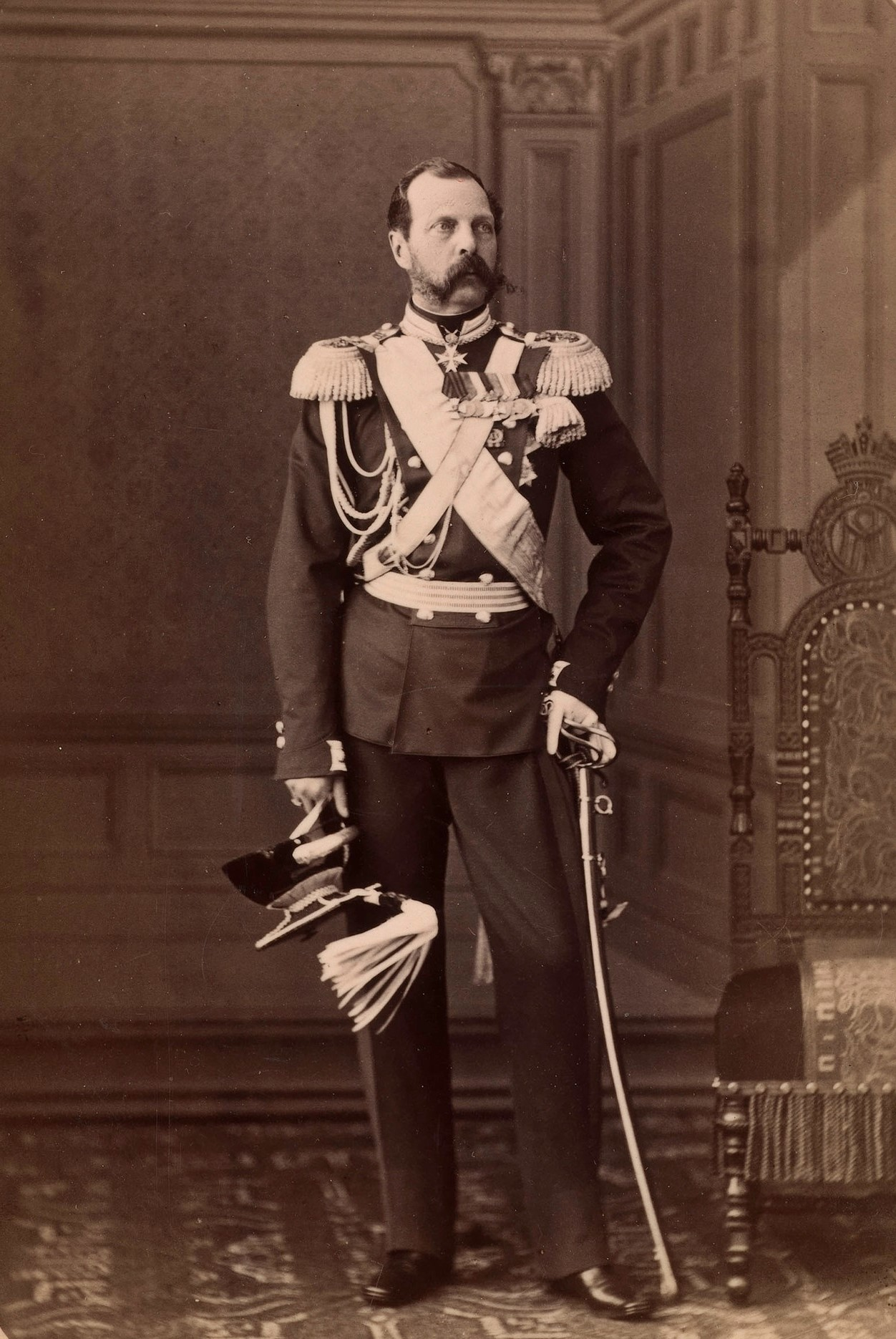
Su Majestad Imperial Alejandro II de Rusia.

Las reformas gubernamentales realizadas por el zar Alejandro II de Rusia, usualmente denominadas como Grandes Reformas (en ruso Великие реформы) de acuerdo a los historiadores, fueron una serie de importantes reformas sociales, políticas, jurídicas y gubernamentales en el Imperio ruso llevadas a cabo en la década de 1860.
La reforma más importante y resaltante de este periodo fue la Emancipación de los siervos de 1861, que liberó a los más de 23 millones de siervos de un estatus social y jurídico inferior. Ello le permitió a los recién liberados conseguir tierras de cultivo. Asimismo, se llevaron a cabo muchas otras reformas, entre ellas:
- La relajación de la censura en los medios de comunicación.
- Una reforma judicial, que reconfiguró el código penal y la manera de realizar juicios.
- La modernización del ejército y la marina, para colocarla a la par que los países occidentales.
- La creación del zemstvo y otras innovaciones en la administración local
- Se dieron innovaciones educativas, incluida la ampliación y reforma de universidades, escuelas primarias y secundarias.
- Una reforma en la Iglesia Ortodoxa Rusa.
- La modernización económica, que impacto en áreas como la banca, los ferrocarriles, la minería y la manufactura.
- La emancipación de los siervos campesinos en la Polonia del Congreso.
- Se mejoró el estatus de los judíos.

Sin embargo, a partir de 1865 comenzó una reacción en contra de varias de las reformas por parte de la nobleza y el clero, por lo que algunas reformas fueron implementadas parcialmente o su alcance se limitaron. Después del asesinato del zar en 1881, su sucesor, Alejandro III, revirtió la mayor parte de las reformas.

## Inicios y trasfondo
El Imperio Ruso se caracterizó a lo largo del siglo XIX por contar con políticas muy conservadoras y reaccionarias emitidas por los zares. La gran excepción se produjo durante el reinado de Alejandro II (1855-1881), especialmente en la década de 1860. La mayor y más inesperada abolición fue la de la servidumbre, que afectó a 23 millones de los 74 millones de habitantes del Imperio (casi un tercio de la población). Muchos de los siervos pertenecían al Estado, a los monasterios y a cerca de 104.000 ricos terratenientes de la nobleza: fue de este último grupo cuyos siervos se emanciparon primero. 
Tan pronto como se convirtió en el nuevo Emperador, Alejandro creó numerosas comisiones que estudiaron diversas propuestas de reformas en prácticamente todos los ámbitos (agricultura, educación, comercio, industria, entre otros). Los expertos debatieron el borrador de las propuestas, pero Alejandro tomó todas las decisiones finales.
Aunque la emancipación de los siervos en 1861 fue la reforma más famosa y dramática, una serie de nuevas reformas afectaron diversas áreas del Estado. Por ejemplo, el zar nombró a Dmitri Miliutin para llevar a cabo reformas importantes en las fuerzas armadas rusas, que buscaban su modernización a la par que las potencias europeas de entonces. Se produjeron otros cambios importantes en la industria y el comercio, y la nueva libertad así concedida produjo un gran número de compañías y empresas. Se hicieron planes para construir una gran red de ferrocarriles en todo el imperio, por un lado para desarrollar los recursos naturales del país, y por el otro, aumentar su poder de defensa y ataque. 
Gracias a la reforma judicial en 1864, se dio una nueva administración judicial basada en el modelo francés. Entró en vigor un nuevo código penal y un sistema de procedimiento civil y penal enormemente simplificado, a comparación del anterior. Se reorganizó el poder judicial para incluir juicios en tribunales abiertos, jueces nombrados de manera vitalicia, un sistema de jurado y la creación de jueces de paz para tratar delitos menores a nivel local. El historiador en temas jurídicos, Sir Henry Maine atribuyó a Alejandro II el primer gran intento desde la época de Grocio de codificar y humanizar los usos de la guerra.

## El papel del zar Alejandro II

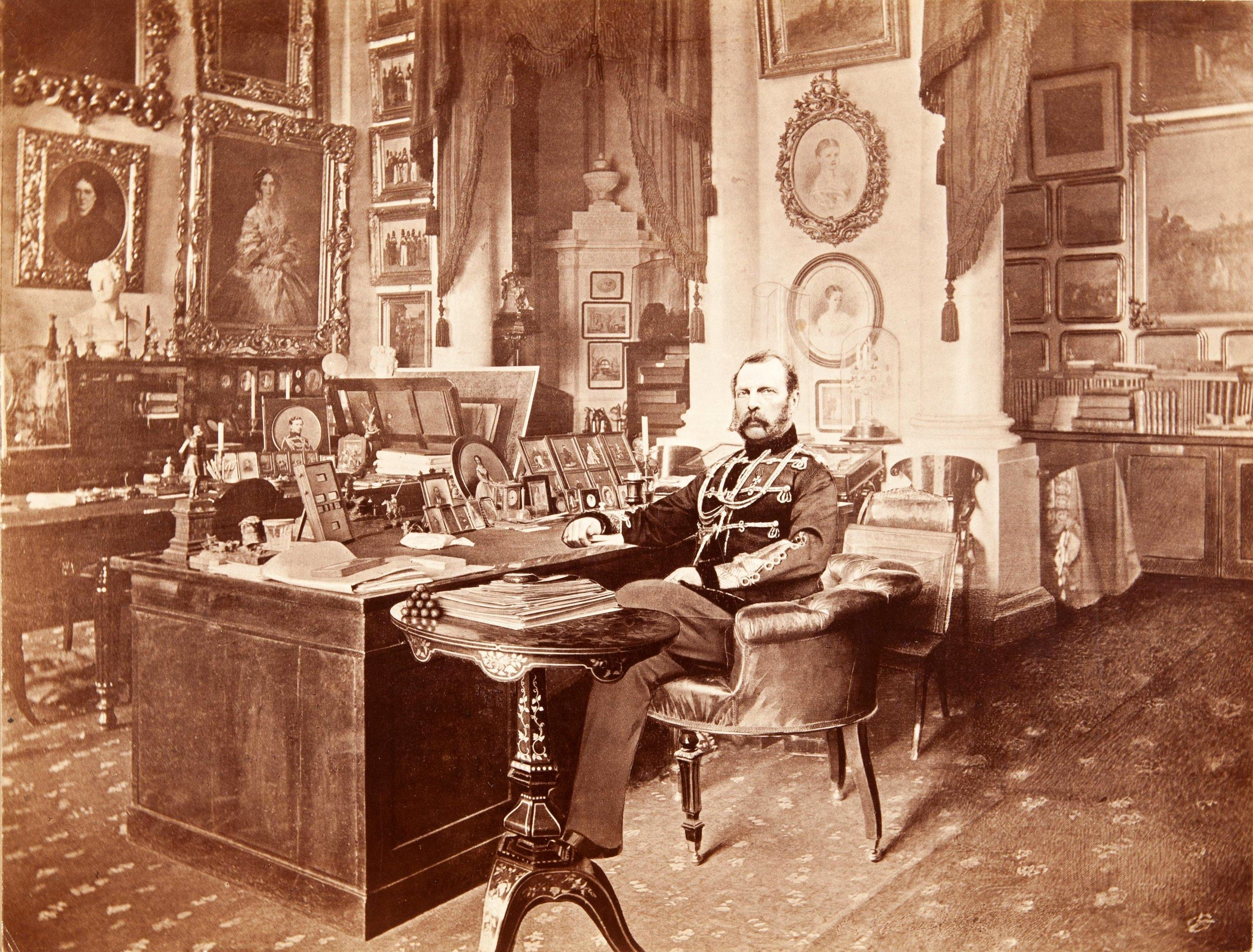
Alejandro II en su oficina.

Cuando Alejandro II ascendió al trono en 1855, el ejército que se encontraba luchando en la Guerra de Crimea, compuesto en su mayoría por campesinos, era «una desgracia» y demostraba claramente que, a pesar de su enorme tamaño en número de soldados, el ejército ruso ya no podía competir con las grandes potencias industriales de entonces, Reino Unido y Francia. La demanda de reformas fue generalizada, pero desorganizada: se desconocía la manera en que se pondría fin a los complejos roles económicos, sociales y políticos. 
El zar, entonces, decidió abolir la servidumbre desde arriba, estableciendo un nuevo sistema mediante el cual el Estado podría comprar tierras de cultivo a los terratenientes y vendérselas a los siervos liberados. El zar dijo a los nobles de Moscú: “Es mejor que la reforma venga desde arriba que esperar hasta que la servidumbre sea abolida desde abajo”. Sin embargo, durante la época soviética,los historiadores le restaron importancia pues creían que , de acuerdo a la visión marxista, el devenir de la Historia la causaban las fuerzas sociales, no los individuos. Los críticos no marxistas dicen que no fue lo suficientemente lejos, especialmente porque rechazó cualquier parlamento o duma.
Durante este periodo de reformas, entre sus principales asesores se encontraban el conde Michael von Reutern como ministro de Finanzas (1862-1878), así como los hermanos Nikolay Milyutin (1818-1872).  y el mariscal de campo Dmitri Milyutin como ministro de Guerra (1861-1881). Este último fue responsable de amplias reformas militares. También contribuyó decisivamente a la creación del marco para el genocidio circasiano que provocó la muerte de un gran número de refugiados circasianos entre 1861 y 1865.  
Boris Chicherin (1828-1904) fue un filósofo político que creía que el Imperio ruso necesitaba un gobierno fuerte y autocrático del zar para hacer posibles todas las reformas importantes que finalmente tuvieron lugar. Elogió a Alejandro II por el alcance de sus principales reformas, argumentando que el zar era:
"llamado a ejecutar una de las tareas más difíciles que puede afrontar un gobernante autócrata: remodelar completamente el enorme estado que había sido confiado a su cuidado, abolir un orden antiguo fundado en la esclavitud, reemplazarlo con decencia cívica y libertad, establecer la justicia en un país que nunca había conocido el significado de la legalidad, rediseñar toda la administración, introducir la libertad de prensa en el contexto de una autoridad sin trabas, convocar nuevas fuerzas a la vida a cada paso y colocarlas sobre bases legales sólidas, poner de pie a una sociedad oprimida y humillada y darle la oportunidad de ejercitar sus músculos".

## Censura y glasnost
En 1858, se eliminaron la mayoría de las restricciones de censura sobre los medios de comunicación (periódicos, revistas, libros y folletos), lo que resultó en una oleada de nuevas publicaciones y un nuevo periodo en la libertad de prensa. De esta manera, Alejandro II logró un grado de «glasnost» o discusión abierta, ya que los nuevos medios a menudo estaban llenos de discusiones sobre reformas que se necesitaban con urgencia.

## Servidumbre

Una pintura de 1907 de Boris Kustodiev que representa a siervos rusos escuchando la proclamación del Manifiesto de Emancipación en 1861.

### Emancipación de los siervos 1861
La reforma de emancipación de 1861, que liberó a cerca de 24 millones de siervos, fue el acontecimiento más importante de la historia rusa del siglo XIX y el principio del fin del monopolio del poder que ostentaba la aristocracia terrateniente. El decreto puso fin a las obligaciones feudales de los siervos y les asignó tierras para poder subsistir. Para lograr ello, los propietarios recibieron por parte del gobierno zarista bonos del Tesoro, que constituyeron capital líquido. Los campesinos que permanecieron laburando en sus tierras estaban obligados desde entonces, a realizar pagos de rescate a su obshchina (el mir o «comuna del pueblo») durante un período de 49 años. 
Además de liberar a los siervos del estricto —y hasta abusivo— control de la nobleza, la emancipación trajo consigo un suministro de mano de obra gratuita a las ciudades. Esto estimuló a la industria al proporcionar una gran masa de clase trabajadora, ocasionando que la clase media creciera en número e influencia. Toda la tierra y las propiedades entregadas a los campesinos eran propiedad colectiva del mir, la comunidad de la aldea, que dividía la tierra entre los campesinos y supervisaba las distintas propiedades. A pesar de estos avances, los revolucionarios no estaban satisfechos. Creían que los siervos recién liberados simplemente estaban siendo vendidos como esclavos asalariados por la burguesía.  Por ello, los revolucionarios que se autodenominaban Narodnaya Volya (Voluntad del Pueblo) hicieron múltiples intentos de asesinato hacia Alejandro II a partir de la década de 1870.

### El papel de la nobleza
Aunque la nobleza terrateniente era en su mayor parte conservadora, el movimiento liberal se encontraba más articulado. Estos argumentaron que la servidumbre estaba restringiendo severamente las oportunidades empresariales de la nobleza. Para solucionar esto, propusieron la emancipación de los siervos, la cual sería financiada por el gobierno, proporcionando a la nobleza y a los nobles capital para invertir en el tipo de oportunidades económicas que se estaban dando en Europa occidental. Estos planes innovadores vinieron especialmente de la nobleza liberal de la provincia de Tver. El plan era el siguiente: utilizar préstamos brindados por el gobierno para que los siervos liberados pudieran comprar granjas a la nobleza. La nobleza tendría entonces un capital que les permitiría iniciar empresas totalmente nuevas, sin verse limitada por los bajos rendimientos de la agricultura en el crudo clima ruso. Para lograrlo, a finales de 1858 Alejandro II creó una comisión para estudiar la emancipación, por lo que las ideas liberales resultaron por demás atractivas. Sin embargo, y contradictoriamente, los burócratas del gobierno excluyeron a los liberales de la planificación real. Se llegó entonces a un compromiso por el cual se otorgaron a la nobleza nuevos y amplios roles en los zemstvos creados para operar el gobierno local.

### Siervos del Estado
El gobierno nacional también poseía una gran cantidad de siervos, llamados «siervos estatales», hasta que fueron emancipados en noviembre de 1866. El zar promulgó la ley "Sobre el régimen de tierras para los campesinos del Estado", que permitía a la sociedad rural conformada por los siervos recién liberados a mantener la tierra que se encontraba en su posesión con derecho de "propiedad". La redención de los bienes inmuebles por parte del gobierno fue posteriormente regulada por la ley del 12 de junio de 1886, durante el gobierno de Alejandro III. Después de la implementación de estas reformas, las parcelas de los campesinos estatales se redujeron en un 10% en las provincias centrales y en un 44% en las del norte. Los pagos fueron calculados para un periodo de 49 años y medio, y en algunos casos tuvieron que ser hechos antes de 1931, pero fueron cancelados el 1 de enero de 1907 como parte de la reforma agraria de Stolypin bajo la influencia de la revolución de 1905.

## La reforma judicial
Las reformas judiciales estuvieron entre las más exitosas y consistentes de todas las reformas realizadas. Se estableció un sistema judicial y un orden de procedimientos judiciales completamente nuevos. Los principales resultados fueron la introducción de un sistema judicial unificado en lugar de un engorroso conjunto de tribunales estatales y cambios fundamentales en los juicios penales. Esto último incluía el establecimiento del principio de igualdad de las partes implicadas, la introducción de audiencias públicas, el juicio por jurado y un abogado profesional que nunca había existido en Rusia. Sin embargo, también hubo problemas, ya que algunas instituciones obsoletas no fueron cubiertas por la reforma. Además, la reforma se vio obstaculizada por el castigo extrajudicial, introducido a gran escala durante los reinados de sus sucesores: Alejandro III y Nicolás II . 
Las reformas judiciales comenzaron el 20 de noviembre de 1864, cuando el zar firmó el decreto que puso en vigor cuatro Reglamentos (Establecimiento de asentamientos judiciales, Reglamento de procedimientos civiles, Reglamento de procedimientos penales y Reglamento de castigos impuestos por los jueces de paz). Uno de los resultados más importantes de la reforma fue la introducción generalizada de los juicios con jurado. El juicio con jurado estuvo compuesto por tres jueces profesionales y doce jurados. Un jurado debía poseer bienes inmuebles de cierto valor. A diferencia de los juicios por jurado modernos, los jurados no sólo podían decidir si el acusado era culpable o no culpable, sino también podían decidir que el acusado era culpable pero no debía ser castigado, ya que Alejandro II creía que la justicia sin moralidad era errónea. La sentencia fue dictada por jueces profesionales.

## Reforma militar

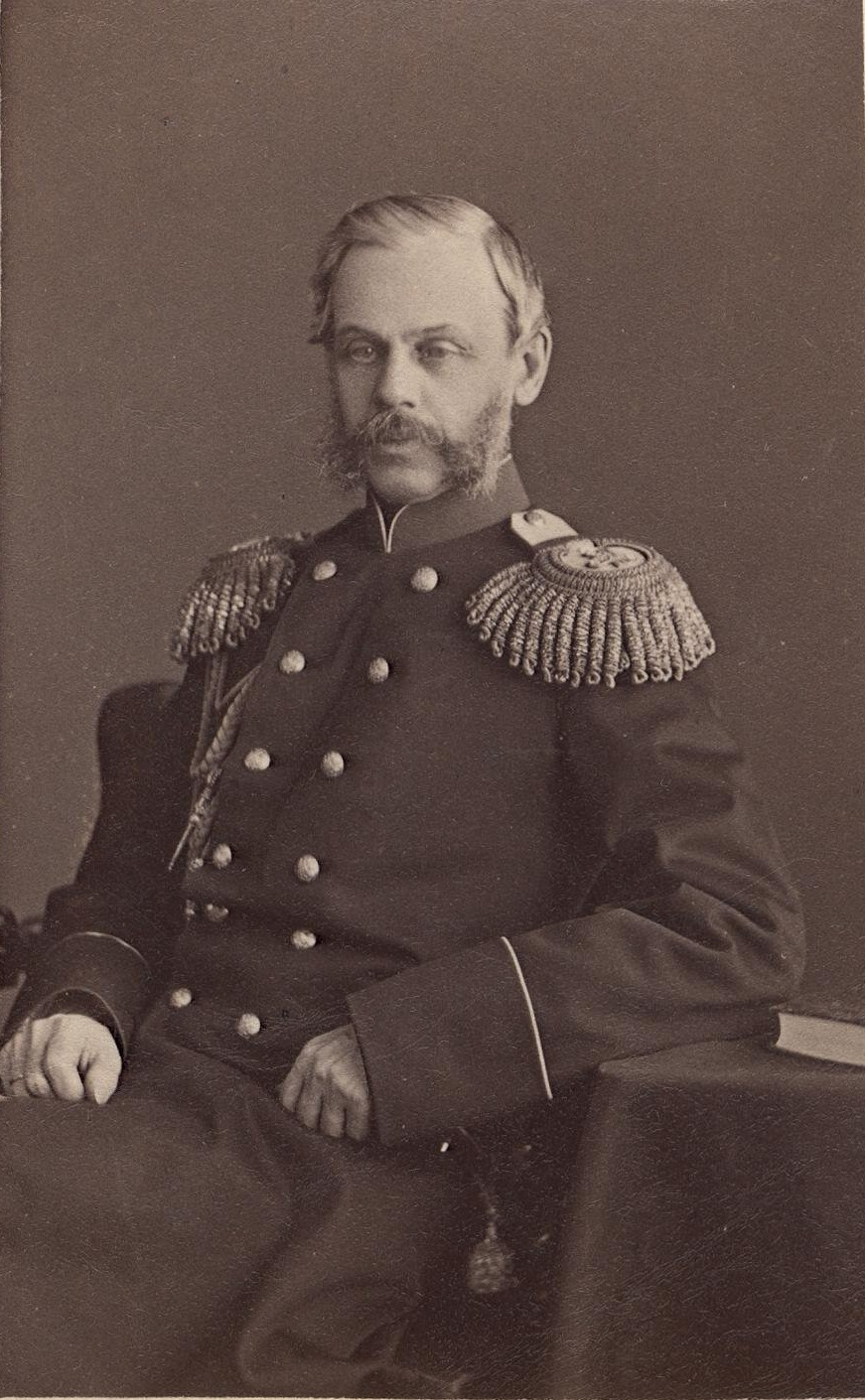
Dmitri Milyutin (1861-1881) fue el ministro de Guerra que realizó las principales reformas en el ejército y marina del Imperio ruso

Dmitri Milyutin, como ministro de Guerra, se centró en reconstruir un ejército, caracterizado por ser muy grande y muy pobre, para transformarlo en uno que pudiera competir con los ejércitos occidentales modernos, así como lidiar con los grupos étnicos en los márgenes del imperio.  En el antiguo sistema el servicio militar obligatorio se aplicaba únicamente al campesinado. El servicio duraba alrededor de 25 años para los siervos, y eran seleccionados por los terratenientes. El resultado: una infantería compuesta principalmente por soldados poco calificados, poco motivados e incompetentes. Las nuevas reformas incluyeron el servicio militar universal, introducido para todas las clases sociales a partir de 1874. Otras reformas militares incluyeron la ampliación de las fuerzas de reserva y el sistema de distritos militares, que dividió los estados rusos en 15 distritos militares.   
La planificación ferroviaria enfatizó líneas estratégicas que conectaban centros de población con posibles campos de batalla. La educación militar mejoró drásticamente para el cuerpo de oficiales. Se prohibieron los castigos corporales en el ejército y el marcado de soldados como castigo.  La primera gran tarea del ejército reconstituido fue derrotar al Imperio Otomano y las guerras de los Balcanes de 1877. Aunque se ganó la guerra, se descubrieron graves fallas en todos los niveles del ejército: desde compañías mal entrenadas hasta tácticas anticuadas y maniobras dilatorias, y hasta fallas de la estrategia general en el nivel de mando superior.  
También se intentaron reformas navales, pero se utilizaron astilleros rusos privados sin experiencia para construir una flota de acero moderna. Los rusos intentaron ahorrar dinero inventando su propia tecnología en lugar de comprar los últimos modelos de los países europeos occidentales. Alejandro II también cometió el error de poner a su hermano a cargo de la Armada y luego enfrentar a sus ministros entre sí para ahorrar dinero. Como consecuencia, los programas navales estaban mal coordinados con otros ministerios. En cualquier caso, la mayor parte del presupuesto se destinó al Ejército y Rusia nunca fue capaz de alcanzar ni siquiera a las potencias navales europeas de segundo nivel. 

## Reforma del Gobierno local

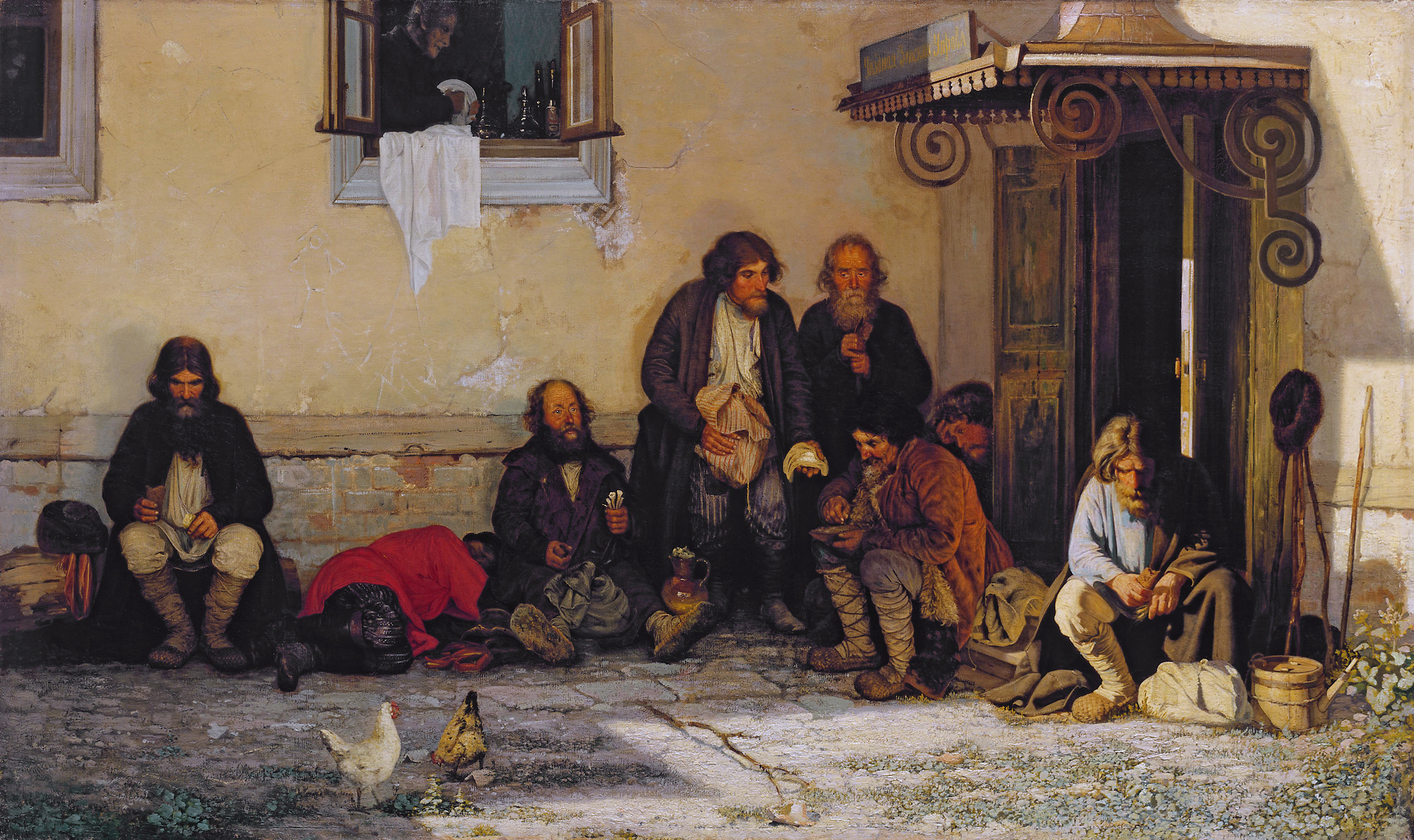
Zemstvo almorzando, obra de Grigori Myasoiédov. 1872.

La burocracia de Alejandro II instituyó un elaborado plan de autogobierno local (zemstvo) para los distritos rurales (1864) y las grandes ciudades (1870), con asambleas electivas que poseían un derecho restringido de imposición de impuestos, y una nueva policía rural y municipal bajo la dirección del Ministro del Interior. Todos los propietarios de casas, los comerciantes que pagaban impuestos y los obreros estaban inscritos en listas en orden descendente de acuerdo con su riqueza estimada. El valor total se divide entonces en tres partes iguales, que representan tres grupos de electores muy desiguales en número, cada uno de los cuales elige un número igual de delegados a la duma municipal. El ejecutivo está en manos de un alcalde electivo y de una uprava, que consta de varios miembros elegidos por la duma. La nobleza desempeñó el papel principal en la mayoría de las localidades y, de hecho, el nuevo sistema fue diseñado para ellos. 

## Reforma educativa
Antes de 1860, Rusia tenía un programa educativo disperso que incluía unas cuantas buenas universidades, pero graves limitaciones en todas las demás áreas. La planificación comenzó en 1858 y las principales reformas se produjeron en 1863. Extendieron la educación popular, abrieron las escuelas secundarias a las mujeres y permitieron que algunas de ellas asistieran como oyentes a cursos universitarios. Las universidades obtuvieron más autonomía, pero cuando estallaron protestas estudiantiles en pequeña escala, volvieron a estar bajo una supervisión más estricta. Los grupos privados abrieron más de 500 escuelas dominicales, sin financiación ni supervisión gubernamental, pero el gobierno desconfió de las innovaciones —como la enseñanza de la Historia— en lugar de ejercicios de memorización del idioma y las cerró.  Aunque no se dispuso de nuevos fondos, las leyes de 1864 reformaron las escuelas secundarias siguiendo modelos típicos de Francia y Prusia. Las escuelas primarias también fueron reguladas para enfatizar la enseñanza religiosa por parte de sacerdotes ortodoxos.

## Reforma económica

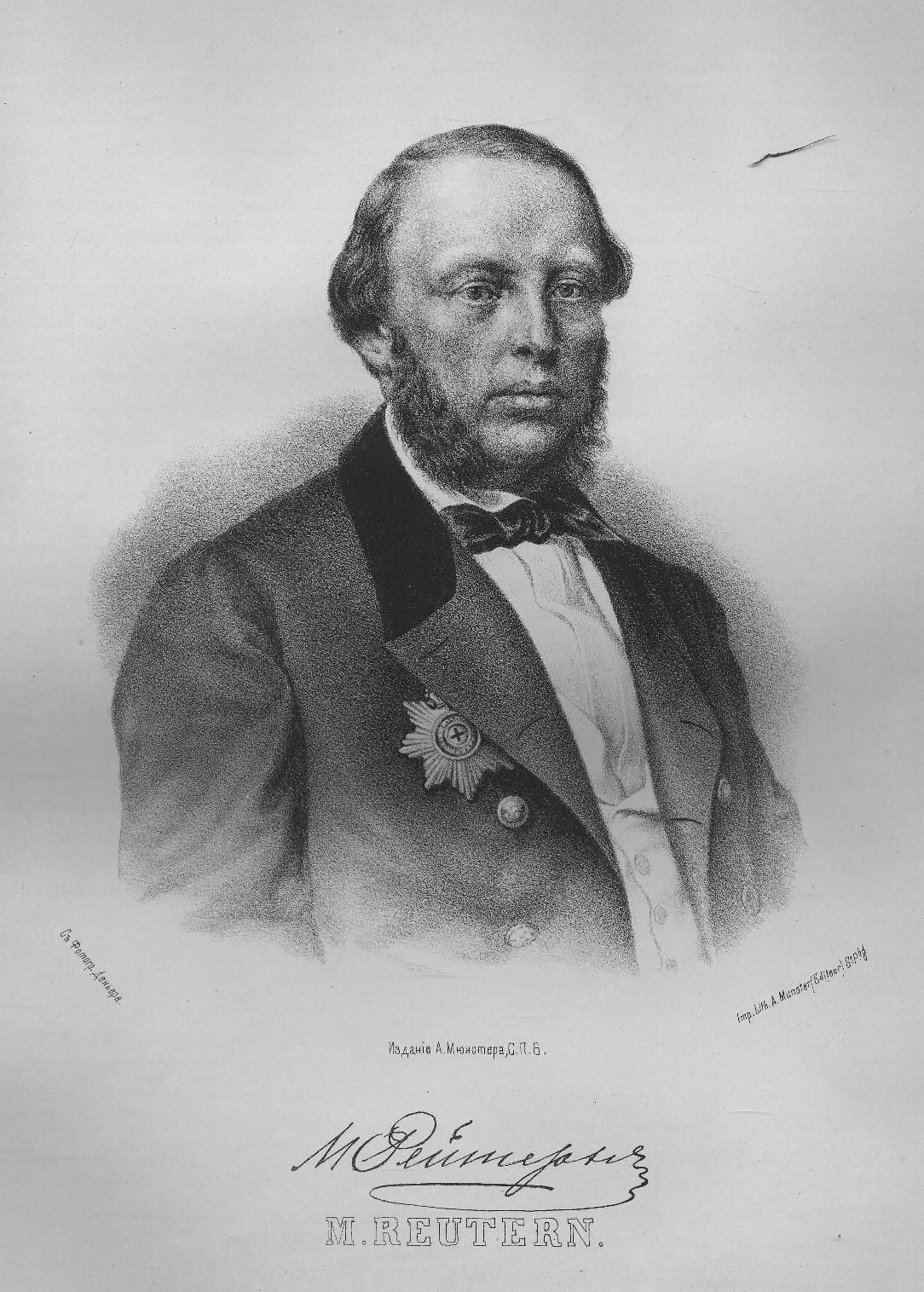
Conde Michael von Reutern, ministro de Finanzas (1862-1878).

Las extremas dificultades para financiar la guerra de Crimea y la debilidad militar causada por un sistema ferroviario ineficaz hicieron que las reformas económicas fueran una alta prioridad. En 1860 se fundó un banco estatal, en 1862 bancos municipales y en 1869 cajas de ahorros, todos ellos bajo supervisión nacional. En 1862 se logró una revisión sistemática de las finanzas nacionales mediante una legislación que creó un Ministerio de Finanzas bajo el mando del conde Michael von Reutern (1862-1878), junto con un presupuesto nacional regular supervisado por el ministro de Finanzas. Reutern instaló un sistema uniforme de contabilidad pública para las agencias gubernamentales.  
La recaudación de impuestos ya no estaba a cargo de los agricultores privados, sino que pasó a ser un asunto burocrático nacional habitual. Todavía no existía el impuesto sobre la renta; de hecho, se mantuvo el impuesto electoral, pero se abolió el tan odiado impuesto a la sal. Promovió las instituciones de crédito privadas y estabilizó el rublo. Los ingresos del gobierno aumentaron significativamente, el déficit presupuestario crónico se eliminó en 1867 y se lograron superávits a partir de 1873. En materia de política comercial, el Reino de Prusia apoyó pragmáticamente la reducción de algunos aranceles y derechos sobre los productos manufactureros en 1863 y 1868. Un presupuesto equilibrado facilitó la obtención de préstamos de Europa occidental, mediante bonos ferroviarios garantizados por el Estado. Esto hizo posible la rápida expansión del sistema ferroviario. La guerra ruso-turca le generó déficit y dimitió en 1878. 
El nuevo entorno favorable fomentó un naciente y pujante espíritu emprendedor. En 1860 había 78 sociedades anónimas, con un capital de menos de 8 millones de rublos cada una. Entre 1861 y 1873 los empresarios crearon 357 sociedades anónimas con un capital de 1.100 millones de rublos. Incluían 73 bancos, 53 ferrocarriles y 163 fábricas. El capital extranjero empezó a llegar por primera vez, aunque las cantidades masivas tuvieron que esperar hasta la alianza con Francia en la década de 1890.

## Impactos de las reformas

### Polonia del Congreso
Bajo Alejandro II, los nobles polacos exigieron una mayor autonomía. Esta exigencia fue rechazada por el consejo del zar. En lugar de ello, se impusieron nuevas restricciones a la movilidad interna dentro de Polonia, incluida la exigencia de pasaportes. En respuesta a los disturbios, el zar nombró al moderado Aleksander Wielopolski como primer ministro en 1862. Wielopolski era conservador, prorruso, defensor de la recuperación de la autonomía de Polonia anterior a 1830 y defensor de la emancipación de los judíos. Adoptó una serie de reformas liberales en la educación, para judíos y campesinos. Realizó reformas educativas, aumentando el número de escuelas en lengua polaca y estableciendo en Varsovia la "Escuela Principal" (Szkola Glowna, actual Universidad de Varsovia). También implementó reformas del sistema bancario y una reforma agrícola para los campesinos en forma de rentas en lugar de servidumbre. 
En enero de 1863 estalló una gran revuelta, la cual fue brutalmente aplastada por el ejército ruso, a pesar de las frecuentes demandas en toda Europa de clemencia y reformas. Nikolay Milyutin fue instalado como gobernador y decidió que la mejor respuesta a la revuelta era hacer reformas con los campesinos. La emancipación de la servidumbre campesina polaca tuvo lugar en 1863, en términos más generosos que la emancipación rusa de 1861. Sin embargo, la independencia constitucional de Polonia se vio debilitada y la Iglesia Católica perdió sus propiedades. En Varsovia, el idioma oficial de instrucción pasaría a ser el ruso.

### Gran Ducado de Finlandia
La dieta o Parlamento de Finlandia no se había reunido en 55 años, pero en 1863 Alejandro II la convocó a sesión. Se aprobó una ley lingüística que igualaría al finlandés con el sueco en todos los asuntos públicos. Asimismo, se estableció el uso de una moneda propia, el marco finlandés, el cual sumado a las políticas de liberalización de la economía —que permitió un aumento de la inversión extranjera—, tuvo como consecuencia un elevado desarrollo industrial y de autonomía para Finlandia. Debido a estas mejoras en la condición de los finlandeses, Alejandro II fue considerado como «El Buen Zar».  
Sin embargo, en 1898 estallaron protestas masivas en toda Finlandia cuando el joven zar Nicolás II revirtió la política, nombrando al general ruso Nikolái Bóbrikov como Gobernador General de Finlandia y convirtiendo el ruso en idioma oficial, llevando a cabo la impopular rusificación de Finlandia. 

### América Rusa
Durante este periodo, la colonia de Alaska estaba perdiendo dinero y hubiera sido imposible defenderla en una hipotética guerra contra el Imperio británico. Por lo que en 1867, Rusia vendió Alaska a los Estados Unidos por 7,2 millones de dólares (el equivalente a aproximadamente 200 millones de dólares en dólares actuales). Los administradores, soldados, colonos y algunos de los sacerdotes rusos regresaron a casa. Otros se quedaron para atender a sus feligreses nativos, quienes siguen siendo miembros de la Iglesia Ortodoxa Rusa en el siglo XXI. 

### La condición de los judíos
Durante varias décadas, los judíos no podían contratar sirvientes cristianos, no podían poseer tierras y tenían restringidos sus viajes. Sin embargo, durante el periodo de las Grandes Reformas, se eliminaron los impuestos especiales para ellos, y a quienes se graduaron de la escuela secundaria se les permitió vivir fuera de la Zona de Asentamiento y pasaron a ser elegibles para empleo estatal. Un gran número de judíos educados se trasladaron lo antes posible a Moscú y otras ciudades importantes. Sin embargo, luego del asesinato del zar, los judíos fueron vistos como los principales responsables del magnicidio. La reacción fue feroz y las condiciones empeoraron mucho, teniendo como consecuencia un aumento de los denominados pogromos.

### Rechazo de un parlamento
En sus primeros años como zar, Alejandro creía firmemente en que el imperio necesitaba modernizarse, aunque no por ello iba a dejar de lado su figura como monarca absolutista, el cual tenía el deber divino de gobernar y que solamente él entendía los mejores intereses de todo el pueblo de Rusia. Por lo tanto, durante años rechazó cualquier idea de una constitución que limitara su autoridad, y rechazó cualquier parlamento que asumiera algunas de las responsabilidades que sólo él podía desempeñar. Sin embargo, en sus últimos años de reinado, intentó crear una especie de constitución que limitara el poder del zar y cediera ante una Duma, que representaría los intereses de todo el imperio. Aspecto que no pudo llevar a cabo debido a su asesinato en 1881 y la llegada al trono de su hijo Alejandro III, un personaje extremadamente conservador y autócrata convencido.

## Fin de la era de las reformas y retorno al conservadurismo
La primera década del gobierno de Alejandro II impulsó fuertemente las reformas en muchas áreas. En marcado contraste, el resto de su mandato después de 1865 vio la creciente fuerza de los conservadores y reaccionarios que revirtieron o limitaron muchas de las reformas. Los elementos reaccionarios se fortalecieron gracias a las acciones cada vez más violentas de la resistencia revolucionaria. 
El historiador británico Orlando Figes ha argumentado:
"Si el espíritu liberal de la década de 1860 hubiera seguido impregnando la labor de gobierno, Rusia podría haberse convertido en una sociedad de estilo occidental basada en la propiedad individual y la libertad sostenida por el imperio de la ley. La revolución no tenía por qué haber ocurrido... Había al menos, dentro de la élite gobernante, una creciente conciencia de lo que se necesitaba... El problema, sin embargo, fue que la élite estaba cada vez más dividida sobre la conveniencia de esta transformación y, como resultado de estas divisiones, no logró desarrollar una estrategia coherente para enfrentar los desafíos de la modernización".

## Memoria e historiografía
Según la erudita rusa Larisa Zakharova:
"La abolición de la servidumbre en 1861, bajo Alejandro II, y las reformas que siguieron (las reformas del gobierno local, la reforma judicial, la abolición de los castigos corporales, la reforma del ejército, la educación pública, la censura y otras), fueron un «punto de inflexión», un «punto de inflexión» en la historia de Rusia. Éste es el veredicto de los propios reformadores y de sus oponentes, de personas que vivían en aquella época en Rusia y fuera de sus fronteras, y de muchos investigadores. Este tema sigue siendo crucial para los historiadores. Pero en períodos particulares, como durante la Revolución de 1905 o la perestroika de Gorbachov, el interés por la historia de las reformas de Alejandro II ha adquirido una actualidad y un colorido político particulares".
En Rusia, la mayor parte de los comentarios serios sobre la emancipación de los siervos fueron muy favorables antes de 1917, y Alejandro II jugó un papel central. Durante la época soviética, los historiadores soviéticos minimizaron a Alejandro y a las otras personalidades, argumentando que la crisis del feudalismo obligó a los gobernantes a hacer concesiones. La interpretación leninista clave fue que las concesiones eran meramente una respuesta táctica a un ataque concertado al statu quo por parte de las masas rurales y sus aliados urbanos. Los historiadores occidentales han coincidido, en contraste, en que el temor a nuevos trastornos jugó un papel menor en la decisión. 

## Lectura adicional
- Almendingen, EM El emperador Alejandro II (1962)
- Emmons, Terence y Wayne S. Vucinich, eds. El zemstvo en Rusia: un experimento de autogobierno local (Cambridge UP, 1982).
- Lincoln, W. Bruce.Las grandes reformas: autocracia, burocracia y la política del cambio en la Rusia imperial (1990)
- Lincoln, W. Bruce. Nikolai Miliutin, un burócrata ruso ilustrado (1977)
- Miller, Forrest A. Dmitrii Miliutin y la era de las reformas en Rusia (1968)
- Moss, Walter G. Una historia de Rusia: volumen I hasta 1917 (1997), págs. 413–35.
- Mosse, WE Alexander II y la modernización de Rusia (1958) en línea Archived
- Orlovsky, Daniel T. Los límites de la reforma: el Ministerio del Interior en la Rusia Imperial, 1802-1881 (Harvard UP, 1981).
- Pereira, NGO, Zar emancipador: Alejandro II de Rusia, 1818–1881, Newtonville, Mass: Oriental Research Partners, 1983.
- Radzinsky, Edvard, Alejandro II: El último gran zar . (2005).
- Rieber, Alfred J. "Alejandro II: una visión revisionista". Revista de Historia Moderna 43.1 (1971): 42-58. En línea
- Saunders, David. Rusia en la era de la reacción y la reforma: 1801-1881 (1992).
- Seton-Watson, Hugh. El Imperio ruso 1801-1917 (Oxford UP, 1967) págs. 332–429.
- Watts, Carl Peter. "Las reformas de Alejandro II: causas y consecuencias" History Review (1998): 6-15. Archived en línea
- Wcislo, Francis William. La reforma de la Rusia rural: Estado, sociedad local y política nacional, 1855-1914 (Princeton, 2014).
- Zakharova, Larisa. "El reinado de Alejandro II: ¿un punto de inflexión?" en Dominic Lieven, ed. , La historia de Rusia de Cambridge Volumen 2: La Rusia imperial, 1689-1917 (2006), págs. 593–616

### Emancipación de los siervos
- Domar, Evsey. “¿Se les cobró demasiado a los siervos rusos por sus tierras durante la Emancipación de 1861? La historia de una tabla histórica”. Investigación en Historia Económica, Suplemento 5b (1989): 429-439.
- Easley, Roxanne. La emancipación de los siervos en Rusia: árbitros de paz y desarrollo de la sociedad civil (Routledge, 2008).
- Emmons, Terence, ed. Emancipación de los siervos rusos (1970), 119pp. Extractos breves de fuentes primarias y secundarias.
- Emmons, Terence. Reseña de La nobleza terrateniente rusa y la emancipación campesina de 1861 (1968)
- Campo, Daniel. El fin de la servidumbre: nobleza y burocracia en Rusia, 1855-1861 (1976)
- McCaffray, Susan P. "Enfrentando la servidumbre en la era de la revolución: Proyectos para la reforma servil en la época de Alejandro I", Russian Review (2005) 64#1 pp 1–21 en línea
- Luna, David. La abolición de la servidumbre en Rusia: 1762-1907 (2001). campo de golf
- Pereira, NGO "Alejandro II y la decisión de emancipar a los siervos rusos, 1855-61". Canadian Slavonic Papers 22.1 (1980): 99-115. en línea
- Pushkarev, Sergei G. "La reacción de los campesinos rusos a la emancipación de 1861". Revista Rusa 27.2 (1968): 199-214. en línea
- Robinson, Geroide. La Rusia rural bajo el Antiguo Régimen (3.ª ed. U of California Press, 1972).
- Vucinich, Wayne, ed. El campesino en la Rusia del siglo XIX (1968)